# El gran trapella
El gran trapella (títol original: Big Bully) (1996) és una comèdia humorística protagonitzada per Rick Moranis, Tom Arnold, Julianne Phillips i Carol Kane. Ha estat doblada al català.

## Argument
Després d'anys d'absència, David torna a la seva ciutat natal per impartir classes a l'institut. Tot és fantàstic fins que tornen els records del passat: a l'escola primària era humiliat per un noi al que tothom cridava Ullal i, després d'anys d'aguantar vexacions, va aconseguir venjar-se d'ell.

## Repartiment
- Rick Moranis: David Leary
- Tom Arnold: Roscoe Bigger
- Julianne Phillips: Victoria Tucker
- Carol Kane: Faith Bigger

## Premis
- 1996: Premis Razzie: Pitjor actor (Arnold, també per "Carpool" i "La familia Stupid")